# Morten Thrane Brünnich

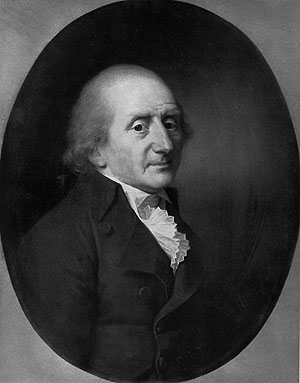
Morten Thrane Brünnich

Morten Thrane Brünnich (ur. 30 września 1737, zm. 19 września 1827) – duński zoolog i mineralog.
Urodził się w Kopenhadze jako syn malarza portrecisty. Studiował orientalne języki i teologię, ale wkrótce zaczął interesowć się historią naturalną. Jego obserwacje owadów weszły do pracy Erika Pontoppidana Danske Atlas (1763–81). Potem zaczął intetresować się ornitologią i w 1763 opublikował Ornithologia Borealis, które zawierało wiele danych z życia większości skandynawskich ptaków, a kilka z nich zostało opisanych po raz pierwszy.
Brünnich korespondował z wieloma zagranicznymi naturalistami w tym z takimi sławami jak Karol Linneusz, Peter Simon Pallas i Thomas Pennant. W 1764 opublikował pracę Entomologia. Następnie odbył długą podróż morską wzdłuż brzegów Europy, poświęcając najwięcej czasu na badanie ryb z Morza Śródziemnego i publikując w 1768 pracę Ichthyologia Massiliensis.
Po powrocie objął stanowisko wykładowcy historii naturalnej i ekonomii na Uniwersytecie Kopenhaskim i napisał podręcznik dla studentów Zoologiae fundamenta.
Na jego cześć w łacińskiej nazwie tygrzyka paskowanego przyjęto epitet gatunkowy bruennichi.